# Mancelos
Mancelos ist eine Gemeinde im Nordwesten Portugals.
Mancelos gehört zum Kreis Amarante im Distrikt Porto, besitzt eine Fläche von 12,1 km² und hat 2829 Einwohner (Stand 19. April 2021).

## Bauwerke (Auswahl)
- Igreja de São Martinho (Kirche)
- Haus von Amadeo de Souza-Cardoso

## Söhne und Töchter der Stadt
- Amadeo de Souza-Cardoso (1887–1918), Maler